# Металургійний комбінат у Баньйолі
40°48′45.9″ пн. ш. 14°10′27.9″ сх. д. / 40.812750° пн. ш. 14.174417° сх. д.

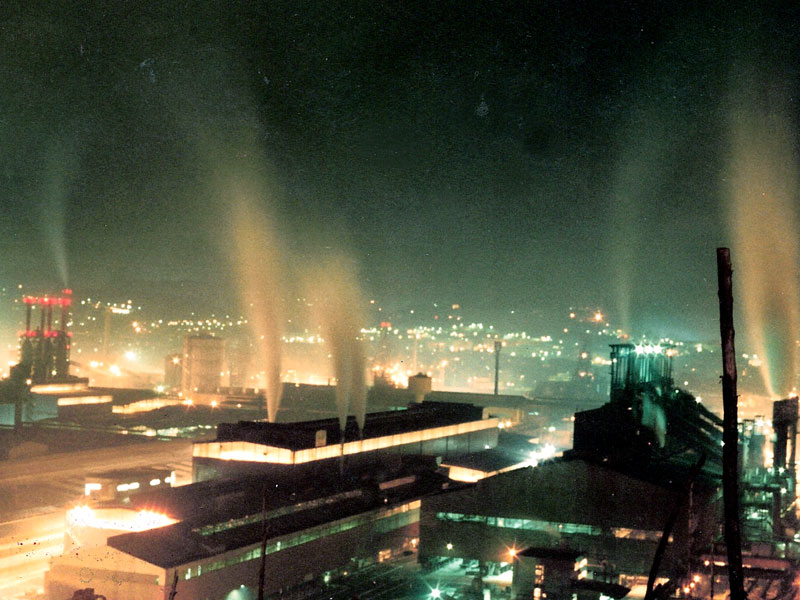
Комбінат в період роботи.

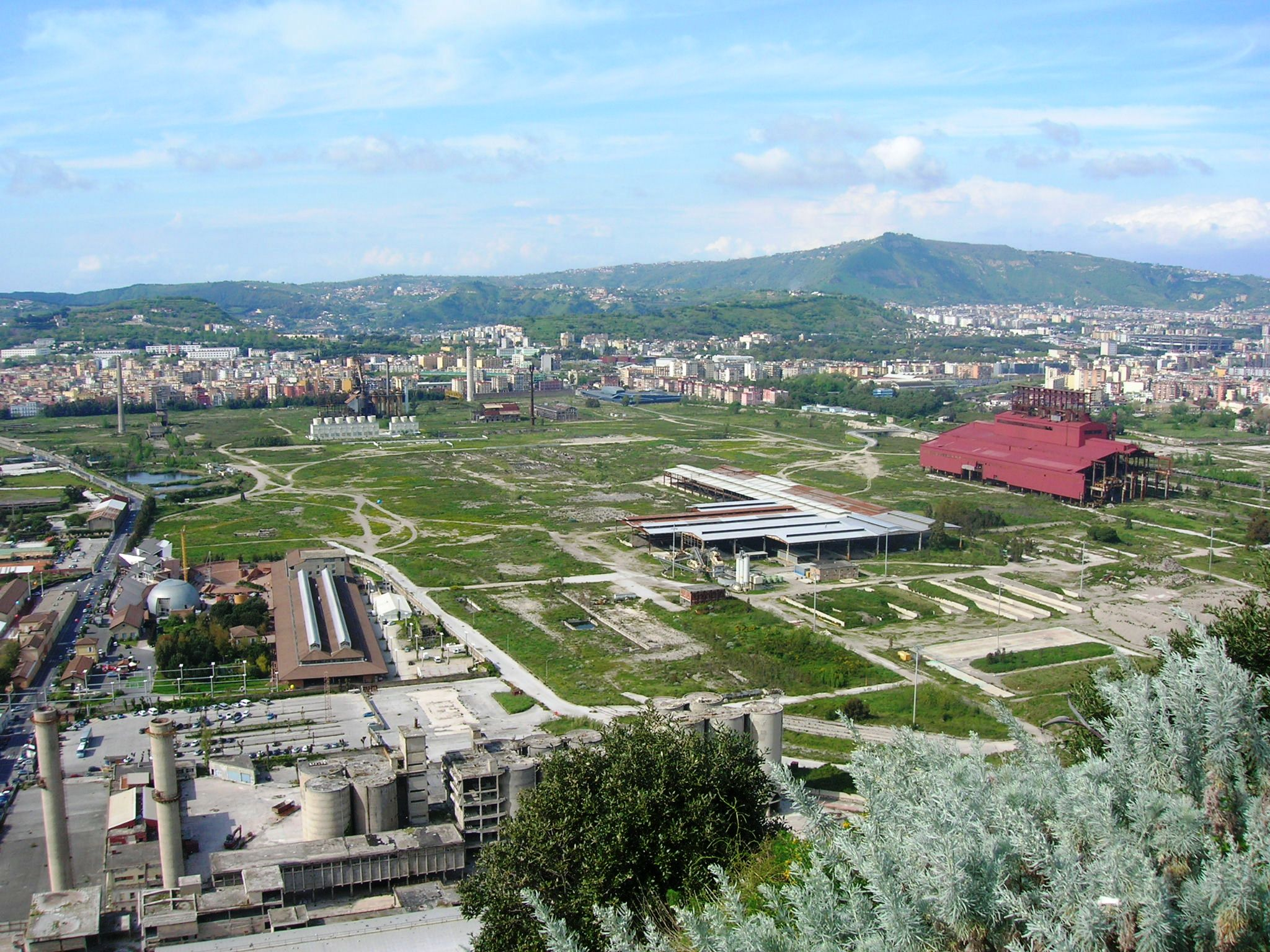
Територія колишнього комбінату.

Металургійний комбінат в Баньйолі — колишній металургійний комбінат в Італії, у місті Баньйолі (тепер район міста Неаполя). Одне з чотирьох основних підприємств чорної металургії Італії другої половини 20 століття. Заснований у 1940-х роках. На початку 21 століття комбінат було зупинено, більшу частину його цехів демонтовано.

## Історія
1979 року з виробництвом 1,1 млн т. сталі комбінат посідав 3 місце серед металургійних підприємств Італії — після комбінатів у містах Таранто (7,5 млн т) і Пьомбіно (1,4 млн т).